# Ангела Хитлер
Ангела Хитлер (на немски: Angela Hitler) е полусестра на германския нацистки лидер Адолф Хитлер.

## Биография
Ангела Хитлер е родена в Браунау на Ин, Австро-Унгария, второто дете на Алоис Хитлер и неговата втора съпруга Франциска Мацелсбергер. Майка ѝ почива през следващата година. Тя и брат ѝ Алоис Хитлер младши са възпитани от баща си и третата му съпруга Клара Пьолцл. Непоколебимият ѝ брат Адолф Хитлер е роден 6 години след нея и двамата са много близки. Тя е единствената от неговите братя и сестри, споменати в „Моята борба“.
Бащата на Ангела почива през 1903 г., а нейната мащеха през 1907 г., оставяйки малко наследство. На 14 септември 1903 г. се омъжва за Лео Раубал (11 юни 1879 г. – 10 август 1910 г.), младши данъчен инспектор, от когото ражда син, Лео на 12 октомври 1906 г. На 4 юни 1908 г. Ангела ражда Гели Раубал, а през 1910 г. втора дъщеря Елфриде (10 януари 1910 г. – 24 септември 1993 г.). Съпругът ѝ почива през 1910 г.

### Вдовица
Тя се премества във Виена след Втората световна война. Външният доклад на Валтер Лангер "Умът на Адолф Хитлер, профил на семейството на Хитлер, очертава положителна картина за Ангела в този период, описвайки я като „доста достоен и трудолюбив човек“. Посочва се, че е станала управител на Mensa Academia Judaica, пансион за еврейски студенти, където някога е защитавала тези, които се грижат за нея срещу антисемитски размирици. Според Лангер "Някои от нашите информатори я познаваха по това време и съобщиха, че в студентските бунтове Ангела защитава еврейските студенти от нападения.
Ангела не е чувала нищо от Адолф в продължение на десетилетие, когато той отново установява контакт с нея през 1919 г. През 1924 г. Адолф е затворен в затвора в Ландсберг. Ангела пътува от Виена, за да го посети. През 1928 г. тя и Гели се преместват в Бергхоф в Оберсалцберг, близо до Берхтесгаден, където тя става негова икономка. Гели Раубал се самоубива през 1931 г.
Ангела продължава да работи за брат си след смъртта на Гели, но тя категорично не одобрява връзката на Хитлер с Ева Браун. Тя в крайна сметка напуска Берхтесгаден и се премества в Дрезден.

### Втори брак
На 18 февруари 1936 г. се омъжва за архитект професор Мартин Хамитцш (22 май 1878 – 12 май 1945 г.), който проектира известната цигарена фабрика в Дрезден, а по-късно става ректор на Държавния университет за строителство в Дрезден.
На 26 юни 1936 г. двойката се завръща в Пасау. Когато посещават къщата на река Ин, където Ангела е живяла като дете, те оставят на входа книга за посетители, съобщават местните вестници.
Хитлер очевидно не одобрява брака и нарича полусестра си като „Фрау Хамитцш“. Изглежда обаче, че Хитлер възстановява контакта си с нея по време на Втората световна война, защото Ангела остава посредник с останалата част от семейството, с които той не иска контакт. През 1941 г. тя продава мемоарите си за годините си с Хитлер на „Ер-Верлаг“, което ѝ донася 20 000 райхмарки.
През пролетта на 1945 г., след разрушаването на Дрезден в масовата бомбардировка от 13/14 февруари, Адолф Хитлер премества Ангела в Берхтесгаден, за да не бъде заловена от Червената армия. Също така той отпуска на нея и на по-малката му сестра Паула Хитлер над 100 000 райхмарки. В последната си воля и завещание на Хитлер, той гарантира на Ангела пенсия от 1000 райхмарки месечно. Не е сигурно дали някога е получила плащания. Вторият ѝ съпруг се самоубива малко след последното поражение на Нацистка Германия.

## След войната
Хитлер очевидно има ниско мнение за разума на двете си сестри, наричайки ги „глупави гъски“. Независимо от това, тя много силно говори за него дори след войната и твърди, че нито брат ѝ, нито самата тя са знаели нещо за Холокоста. Ангела Хитлер почива след сърдечен удар на 30 октомври 1949 г. в град Хановер, Западна Германия.

## Семейство
Синът ѝ Лео има син – Петер (1931 г.), пенсиониран инженер, който живее в Линц, Австрия. Дъщерята на Ангела, Елфриде се омъжва за германския адвокат д-р Ернст Хохегер на 27 юни 1937 г. в Дюселдорф, имат син, Хайнер Хохегер (роден през януари 1945 г.).

## Портретизиране
Тя е играна от Хелен Тимиг във филма „Хитлеровата банда“ от 1944 г. През 2003 г. в минисериите Хитлер: Зората на злото, тя е изобразена от Джули-Ан Хасет.
Във френската комедия „L'as des as“ от 1982 г., Ангела Хитлер е описана като пазител на жилището на Хитлер в Оберсалцберг. Тя е изиграна от Гюнтер Майснер, един и същ актьор, който играе Хитлер.